# U-616 (tàu ngầm Đức)
U-616 là một tàu ngầm tấn công  Lớp Type VII thuộc phân lớp Type VIIC được Hải quân Đức Quốc Xã chế tạo trong Chiến tranh Thế giới thứ hai. Nhập biên chế năm 1942, nó đã thực hiện được chín chuyến tuần tra, đánh chìm hai tàu chiến với tổng tải trọng 2.181 tấn, đồng thời gây hư hại cho hai tàu buôn với tổng tải trọng 17.754 GRT. Trong chuyến tuần tra cuối cùng, U-616 bị các tàu chiến Hải quân Hoa Kỳ và một máy bay Không quân Hoàng gia Anh đánh chìm trong Địa Trung Hải vào ngày 17 tháng 5, 1944.

## Thiết kế và chế tạo

### Thiết kế

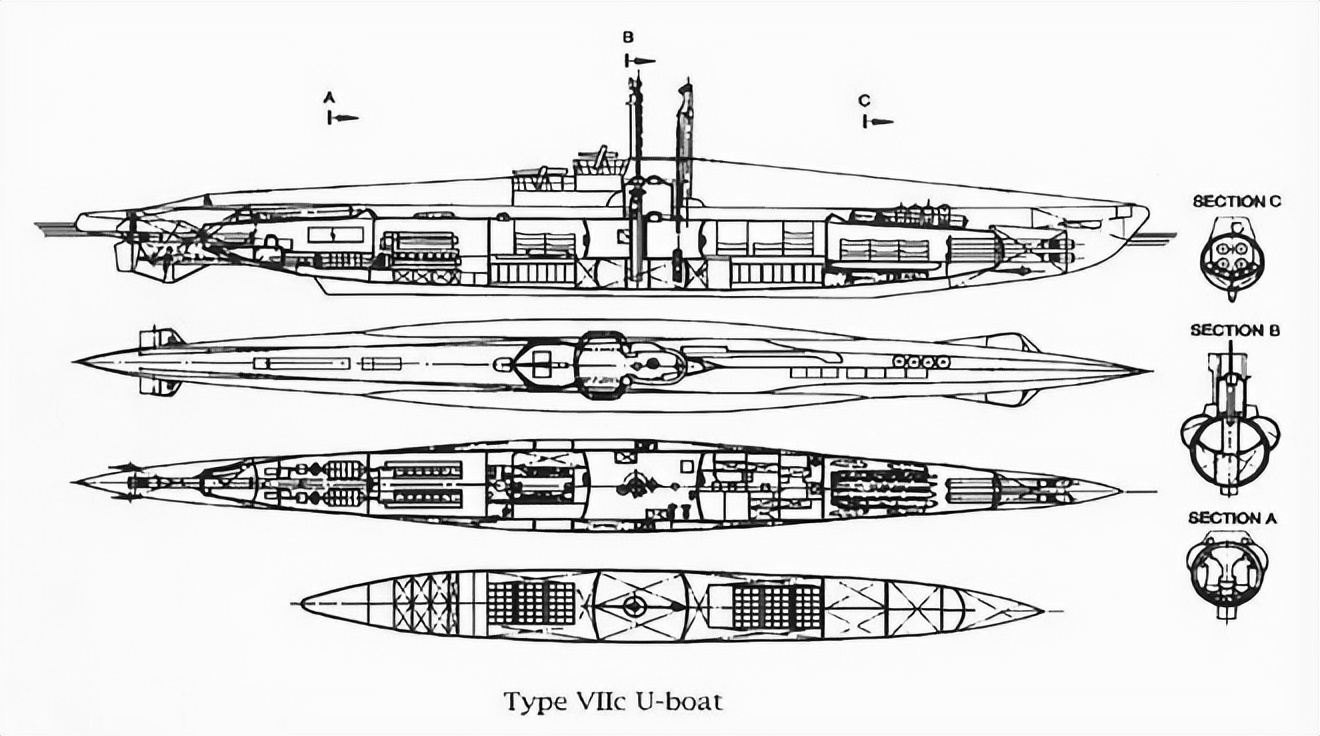
Sơ đồ các mặt cắt một tàu ngầm Type VIIC

Phân lớp VIIC của Tàu ngầm Type VII là một phiên bản VIIB được kéo dài thêm. Chúng có trọng lượng choán nước 769 t (757 tấn Anh) khi nổi và 871 t (857 tấn Anh) khi lặn). Con tàu có chiều dài chung 67,10 m (220 ft 2 in), lớp vỏ trong chịu áp lực dài 50,50 m (165 ft 8 in), mạn tàu rộng 6,20 m (20 ft 4 in), chiều cao 9,60 m (31 ft 6 in) và mớn nước 4,74 m (15 ft 7 in).
Chúng trang bị hai động cơ diesel Germaniawerft F46 siêu tăng áp 6-xy lanh 4 thì, tổng công suất 2.800–3.200 PS (2.100–2.400 kW; 2.800–3.200 bhp), dẫn động hai trục chân vịt đường kính 1,23 m (4,0 ft), cho phép đạt tốc độ tối đa 17,7 kn (32,8 km/h), và tầm hoạt động tối đa 8.500 nmi (15.700 km) khi đi tốc độ đường trường 10 kn (19 km/h). Khi đi ngầm dưới nước, chúng sử dụng hai động cơ/máy phát điện Garbe, Lahmeyer & Co. RP 137/c  tổng công suất 750 PS (550 kW; 740 shp). Tốc độ tối đa khi lặn là 7,6 kn (14,1 km/h), và tầm hoạt động 80 nmi (150 km) ở tốc độ 4 kn (7,4 km/h). Con tàu có khả năng lặn sâu đến 230 m (750 ft).
Vũ khí trang bị có năm ống phóng ngư lôi 53,3 cm (21 in), bao gồm bốn ống trước mũi và một ống phía đuôi, và mang theo tổng cộng 14 quả ngư lôi, hoặc tối đa 22 quả thủy lôi TMA, hoặc 33 quả TMB. Tàu ngầm Type VIIC bố trí một hải pháo 8,8 cm SK C/35 cùng một pháo phòng không 2 cm (0,79 in) trên boong tàu. Thủy thủ đoàn bao gồm 4 sĩ quan và 40-56 thủy thủ.

### Chế tạo
U-616 được đặt hàng vào ngày 15 tháng 8, 1940, và được đặt lườn tại xưởng tàu của hãng Blohm & Voss ở Hamburg vào ngày 20 tháng 5, 1941. Nó được hạ thủy vào ngày 8 tháng 2, 1942, và nhập biên chế cùng Hải quân Đức Quốc Xã vào ngày 2 tháng 4, 1942 dưới quyền chỉ huy của Hạm trưởng, Trung úy Hải quân Johann Spindlegger.

## Lịch sử hoạt động

### 1943
Sau khi hoàn tất việc huấn luyện trong thành phần Chi hạm đội U-boat 8, U-616 được điều sang Chi hạm đội U-boat 6 từ ngày 1 tháng 1, 1943 để hoạt động trên tuyến đầu, rồi được điều sang Chi hạm đội U-boat 29 từ ngày 1 tháng 6, 1943 để hoạt động tại khu vực Địa Trung Hải cho đến khi bị mất.

#### Chuyến tuần tra thứ nhất
U-616 khởi hành từ cảng Kiel, Đức vào ngày 6 tháng 2, 1943 cho chuyến tuần tra đầu tiên trong chiến tranh. Nó tiến ra Bắc Hải, rồi băng qua khe GI-UK giữa Iceland và quần đảo Faroe để vòng qua quần đảo Anh và hoạt động tại khu vực Trung tâm Bắc Đại Tây Dương. Chiếc tàu ngầm không đánh chìm được mục tiêu nào, nên kết thúc chuyến tuần tra và đi đến cảng St. Nazaire bên bờ Đại Tây Dương của Pháp đã bị Đức chiếm đóng, đến nơi vào ngày 26 tháng 3.

### 1944

#### Chuyến tuần tra thứ chín – Bị mất
U-616 khởi hành từ cảng Toulon vào ngày 30 tháng 4 cho chuyến tuần tra thứ chín, cũng là chuyến cuối cùng, để lại hoạt động dọc bờ biển Bắc Phi ngoài khơi Algérie. Tại đây vào ngày 14 tháng 5, nó phóng ngư lôi tấn công Đoàn tàu GUS-39, gây hư hại cho chiếc tàu buôn Anh Fort Fidler 7.127 GRT và chiếc tàu chở dầu Anh G. S. Walden 10.627 GRT.
Chỉ ba ngày sau đó 17 tháng 5, ở vị trí về phía Tây Bắc Ténès, Algérie, chiếc tàu ngầm bị các tàu khu trục USS Nields, USS Gleaves, USS Ellyson, USS Macomb, USS Hambleton, USS Rodman và USS Emmons của Hải quân Hoa Kỳ phối hợp cùng một máy bay ném bom Vickers Wellington thuộc Liên đội 36 Không quân Hoàng gia Anh thả mìn sâu đánh chìm tại tọa độ 36°46′B 00°52′Đ / 36,767°B 0,867°Đ. Toàn bộ 53 thành viên thủy thủ đoàn của U-616 đều đã sống sót và bị bắt làm tù binh chiến tranh.

### "Bầy sói" tham gia
U-616 từng tham gia ba bầy sói:
- Burggraf (24 tháng 2 – 5 tháng 3, 1943)
- Westmark (6 – 11 tháng 3, 1943)
- Stürmer (11 – 20 tháng 3, 1943)

### Tóm tắt chiến công
U-616 đã đánh chìm được hai tàu chiến tổng tải trọng 2.181 tấn, đồng thời gây hư hại cho hai tàu buôn tổng tải trọng 17.754 GRT:
| Ngày              | Tên tàu      | Quốc tịch              | Tải trọng | Số phận      |
| ----------------- | ------------ | ---------------------- | --------- | ------------ |
| 9 tháng 10, 1943  | USS Buck     | Hải quân Hoa Kỳ        | 1.570     | Bị đánh chìm |
| 11 tháng 10, 1943 | HMS LCT-553  | Hải quân Hoàng gia Anh | 611       | Bị đánh chìm |
| 14 tháng 5, 1944  | Fort Fidler  | United Kingdom         | 7.127     | Bị hư hại    |
| 14 tháng 5, 1944  | G. S. Walden | United Kingdom         | 10.627    | Bị hư hại    |